# Kelli McCarty

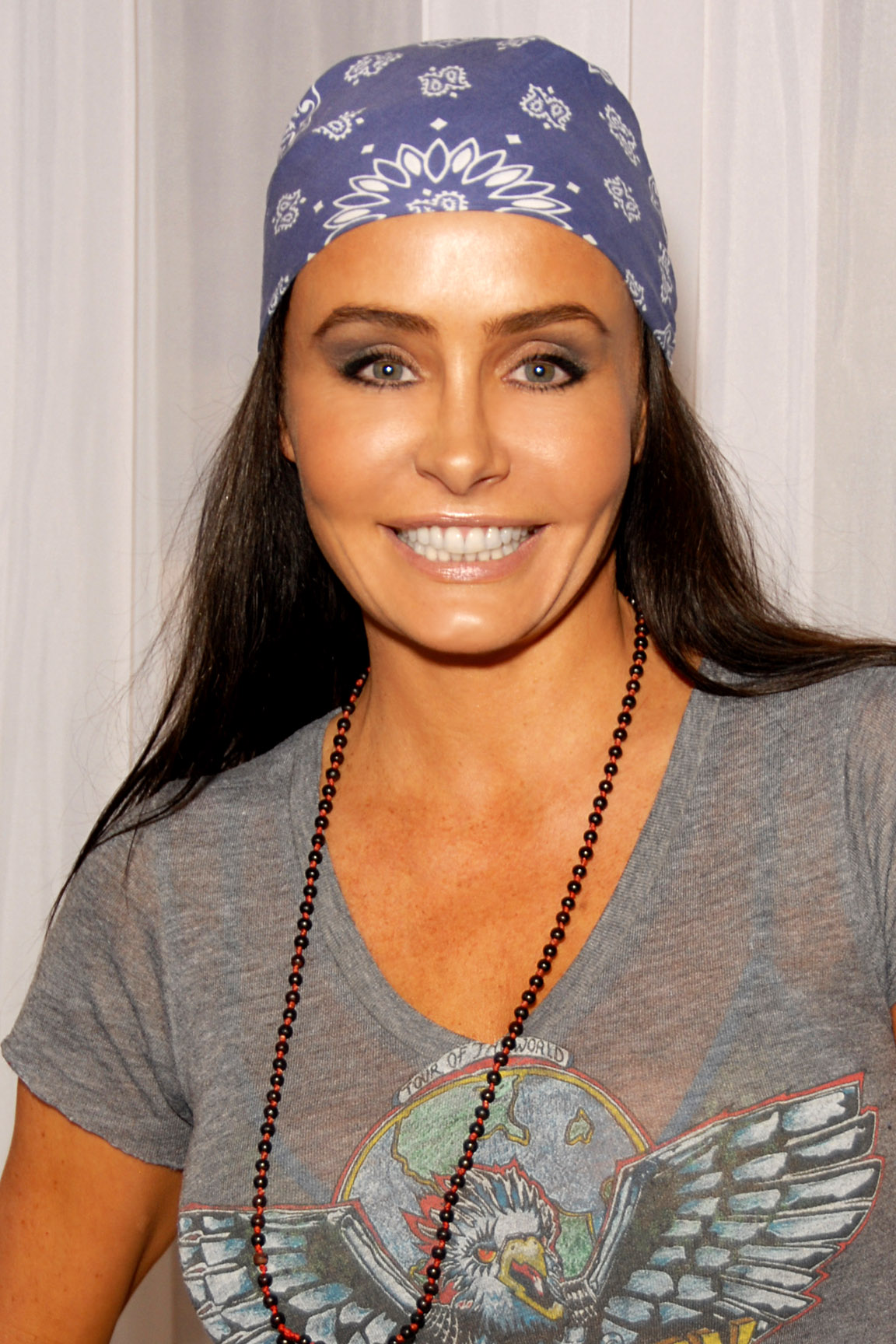
Kelli McCarty (2010)

Kelli McCarty (* 6. September 1969 in Liberal, Kansas) ist eine US-amerikanische Schönheitskönigin, Gewinnerin der Miss USA 1991, Schauspielerin, Model und Erotikdarstellerin.

## Karriere
McCarty gewann 1991 den Titel im Schönheitswettbewerb zur Miss USA. Sie war die erste Teilnehmerin aus Kansas, die den Sieg davontrug. Die US-Amerikanerin erreichte bei der Wahl zur Miss Universe das Finale. 
Mitte der 1990er Jahre begann sie ihre Karriere als Schauspielerin mit Gastauftritten in diversen TV-Serien wie Palm Beach-Duo oder Melrose Place. Ihre größte Rolle in einer TV-Serie war Beth Wallace in der NBC-Serie Passions, die sie von 1999 bis 2006 verkörperte.
Aufsehen erregte Kelli McCarty durch ihre Teilnahme in Erotik- und Pornofilmen. 2008 unterzeichnete sie einen Vertrag bei Vivid Entertainment, einer Pornofilmproduktionsfirma. 2010 wurde die ehemalige Miss USA beim AVN Award als beste Darstellerin im Film Faithless des Regisseurs Paul Thomas nominiert. Der 2009 veröffentlichte Film blieb der einzige Auftritt in der Pornobranche. In den folgenden Jahren war sie wieder als Schauspielerin im Fernsehen tätig, wobei sie neben einigen Kleinrollen in Serien vornehmlich in Erotikfilmen mitspielte.

## Filmografie

### Spielfilme
- 1996: 364 Girls a Year
- 1998: Recoil – Tödliche Vergeltung (Recoil)
- 2000: House of Love
- 2000: Fast Lane to Vegas
- 2001: Talk Sex
- 2001: Hollywood Sex Fantasy
- 2001: Desire and Deception
- 2002: Girl for Girl
- 2002: Passion’s Peak
- 2007: Polycarp
- 2007: What’s Stevie Thinking? (Fernsehfilm)
- 2009: Faithless
- 2010: Dangerous Attractions
- 2011: Love Test (Fernsehfilm)
- 2012: The Teenie Weenie Bikini Squad (Fernsehfilm)
- 2012: Busty Housewives of Beverly Hills
- 2012: Dark Secrets (Fernsehfilm)
- 2012: Fortune’s 500

### Serienauftritte
- 1995: Dream On (eine Folge)
- 1997: Night Stand (eine Folge)
- 1997: Palm Beach-Duo (Silk Stalkings, eine Folge)
- 1999: Melrose Place (zwei Folgen)
- 1999: Diagnose: Mord (Diagnosis Murder, eine Folge)
- 1999–2000: Beverly Hills, 90210 (zwei Folgen)
- 1999–2006: Passions (284 Folgen)
- 2001–2002: Eben ein Stevens (Even Stevens, fünf Folgen)
- 2004: Phil aus der Zukunft (Phil of the Future, eine Folge)
- 2004: Summerland Beach (Summerland, eine Folge)
- 2005: Raven blickt durch (That’s So Raven, eine Folge)
- 2006–2007: Beyond the Break (acht Folgen)
- 2010: Co-Ed Confidential (zwei Folgen)